# Nicolò d'Aristotele
Nicolò di Aristotile de' Rossi (o Rusci), detto lo Zoppino (Ferrara, fine XV secolo – XVI secolo), è stato un tipografo e editore italiano.

## La vita
Iniziò l'attività di stampatore a Bologna nel 1503; nel 1505 si era già trasferito a Venezia, ove stampò fino al 1541 circa, anche in società con il tipografo Vincenzo de Polo. Come libraio, fece stampare anche a Milano, ad Ancona, a Pesaro e a Perugia.

## Opere
La produzione dello Zoppino è assai vasta: opere di autori italiani (Matteo Maria Boiardo, Pietro Aretino, Ariosto, ecc.), traduzioni in volgare di autori latini (Apuleio, 1519; Virgilio, 1528), scritti di carattere popolare (stampe religiose, operine da calligrafia, trattati di aritmetica, modelli di ricami). Le opere dello Zoppino si distinguono per la pregevole illustrazione xilografica (si contano oltre 100 edizioni illustrate).

La marca tipografica dello Zoppino raffigura San Nicola in cattedra e reca le iniziali N e Z ai lati della vignetta.